# JA21
Het Juiste Antwoord21 (en català: La Resposta Correcta 21), abreujat com JA21, és un partit liberal conservador neerlandès fundat el desembre de 2020 per Joost Eerdmans i Annabel Nanninga.
Els fundadors van ser membres del Fòrum per la Democràcia (en neerlandès: Forum voor Democratie), partit populista de dretes neerlandès, fins a finals de novembre d'aquell any, però van abandonar el partit per desavinences internes. Des dels seus inicis, JA21 ha aconseguit atraure desenes d’antics representants del Fòrum: tres al Parlament Europeu, vuit al Senat, 32 al Consell Provincial i dos a l'ajuntament d’Amsterdam. A més, un comissari a Brabant del Nord i un a Limburg també són membres de JA21.

## Ideologia
En el seu lloc web, JA21 enumera les seves creences de la següent manera:
- Immigració: restriccions importants a la immigració, estricte control de l'asil, acollida de refugiats a la regió extremadament regulat.
- Democràcia: més poder per als votants mitjançant referèndums vinculants.
- Pensions: cap control de Brussel·les sobre les pensions dels neerlandesos.
- Seguretat: exèrcit i policia amb plenes competències. Tolerància zero a l'extremisme.
- Unió Europea: interessos neerlandesos primer, fi de la unió de transferències econòmiques de nord a sud. En contra del federalisme europeu.
- Salut: el pacient és el més important que els interessos de les asseguradores.
- Ingressos: a favor de modificar impostos i sistemes de sous per a incrementar els llocs de feina i el beneficis tant de treballadors com d'empresaris.
- Mitjans de comunicació i cultura: a favor de despolititzar l'NPO (mitjà de comunicació públic neerlandès) i més diners per al patrimoni cultural.
- Ensenyament: en contra de l'homogenització del contingut educatiu, en contra de les polítiques d’identitat.
- Emprenedors: suport a emprenedors i treballadors flexibles, en contra de pactes governamentals amb multinacionals.
- Clima: en contra d'acords per aturar el canvi climàtic que suposin un cos econòmic inasumible per a la administració. A favor de construir centrals nuclears per a frenar l'ús de combustibles fòssils.
- Pandèmia COVID-19: política basada en la ciència, per a la salut pública i l'economia.[3][4]

## Resultats electorals

### Cambra de representants
| Any  | Lider          | Vots    | %          | Escons  | +/– | Govern   |
| ---- | -------------- | ------- | ---------- | ------- | --- | -------- |
| 2021 | Joost Eerdmans | 245,859 | 2.4 (#12)  | 3 / 150 | Nou | Oposició |
| 2023 | Joost Eerdmans | 70,621  | 0.68 (#15) | 1 / 150 | 2   | Oposició |

### Senat
| Any  | Vots | Pes   | %         | Escons | +/– |
| ---- | ---- | ----- | --------- | ------ | --- |
| 2023 | 24   | 8,289 | 4.63 (#9) | 3 / 75 | Nou |

### Parlament Europeu
| Any  | Vots   | %    | Escons | +/- |
| ---- | ------ | ---- | ------ | --- |
| 2024 | 40,652 | 0.65 | 0 / 31 | Nou |